# Quint Fabi Màxim (cònsol 45 aC)
|  | Per a altres significats, vegeu «Quint Fabi Màxim». |

Quint Fabi Màxim (en llatí: Quintus Fabius Q. F. Q. N. Maximus) va ser un magistrat romà. Era net de Quint Fabi Màxim Al·lobrògic, cònsol el 121 aC. Formava part de la gens Fàbia, de la branca familiar dels Fabi Màxim.
L'any 59 aC junt amb Marc Celi Rufus va perseguir a Gai Antoni Híbrida per extorsió en el seu govern a Macedònia. Encara que Ciceró va actuar de defensor d'Híbrida, Fabi Màxim i Celi Rufus van aconseguir la seva condemna.
Va ser llegat de Juli Cèsar a Hispània i com a premi va celebrar un triomf l'any 45 aC i va rebre el càrrec de cònsol sufecte. Va ser destituït per Cèsar el setembre i va morir al dia 31 de desembre d'aquell mateix any.
Va tenir dos fills, Africà Fabi Màxim i Paulus Fabi Màxim.